# Linia kolejowa 713 km – Post № 5
Linia kolejowa 713 km – Post № 5 – towarowa linia kolejowa w Kazachstanie łącząca przystanek 713 km ze stacją Post № 5. Obsługuje Karagandyjskie Zagłębie Węglowe.
Znajduje się w obwodzie karagandyjskim. Na całej długości jest niezelektryfikowana i jednotorowa.

## Historia
Linia powstała w Związku Sowieckim. Od 1991 znajduje się w granicach Kazachstanu.